# Comté d'Elmore (Idaho)
Pour les articles homonymes, voir Comté d'Elmore.
Le comté d'Elmore est un comté des États-Unis situé dans l’État de l'Idaho. En 2000, la population était de 29 130 habitants. Son siège est Mountain Home. Le comté a été créé en 1889 avec pour siège Rocky Bar et nommé en l'honneur des mines Ida Elmore (Ida Elmore Mines), les plus grandes mines d'or et d'argent de la région dans les années 1860. En 1891 le siège du comté est transféré à Mountain Home.

## Géolocalisation
|             | Comté de Boise  | Comté de Blaine                 |
| Comté d'Ada | Comté de Elmore | Comté de Gooding Comté de Camas |
|             | Comté d'Owyhee  | Comté de Twin Falls             |

## Démographie
| 1890  | 1900  | 1910  | 1920  | 1930  | 1940  |
| ----- | ----- | ----- | ----- | ----- | ----- |
| 1 870 | 2 286 | 4 785 | 5 087 | 4 491 | 5 518 |

| 1950  | 1960   | 1970   | 1980   | 1990   | 2000   |
| ----- | ------ | ------ | ------ | ------ | ------ |
| 6 687 | 16 719 | 17 479 | 21 565 | 21 205 | 29 130 |

| 2010   | - | - | - | - | - |
| ------ | - | - | - | - | - |
| 27 038 | - | - | - | - | - |

## Principales villes
- Atlanta
- Glenns Ferry
- Mountain Home
- Rocky Bar